# メタノスパエラ属
メタノスパエラ属（メタノスファエラ属、-ぞく、Methanosphaera）は、メタノバクテリウム科に属すメタン菌の一属である。主に哺乳類の大腸にみられ、1985年にヒトから分離、報告された。
腸内環境によく適応しており、増殖条件は常温（37℃程度）、中性の強い嫌気環境である。大腸ではBacteroidesなどの真正細菌の活動により、有機物が酢酸、水素、二酸化炭素、メタノールなどに分解されるため、これらを基質に増殖している。
外観は1μm程度の球菌。大半が桿菌のメタノバクテリウム綱の中では例外的である。シュードムレインより構成される細胞壁を持ち、グラム染色では陽性を示す。一般的に鞭毛を持たず、運動能力はない。細胞壁と鞭毛の有無は他のメタノバクテリウム綱と類似している。
栄養的には、水素-二酸化炭素や蟻酸をメタン生成の基質に用いるメタノバクテリウム綱他属とは異なり、この系を欠いており、代わりにメタノミクロビウム綱の一部菌種と同様にメタノールを水素で還元してメタン生成とプロトン濃度勾配の形成（ATP合成）を行う。この他、増殖に炭素源として酢酸と二酸化炭素を要求するが、これらをメタン生成の基質として用いることはできない。
2006年にMethanosphaera stadtmanaeについて全ゲノムの解読が報告された。ゲノムサイズは176万7403bp、ORF1534箇所。GC含率は28%と異常に低く、古細菌の中で最も低い。

## 分類（種）
メタノスパエラ・スタドトマナエ Methanosphaera stadtmanae
本属の基準種。1985年にヒトの大腸より発見された。ヒトの腸内に生息する古細菌としてはMethanobrevibacter smithiiに次ぐ代表的な種である。
メタノスパエラ・クニクリ Methanosphaera cuniculi
1990年にウサギの大腸より発見された。